# Malouetia guatemalensis
Malouetia guatemalensis är en oleanderväxtart som först beskrevs av Johannes Müller Argoviensis och som fick sitt nu gällande namn av Paul Carpenter Standley.
Malouetia guatemalensis ingår i släktet Malouetia och familjen oleanderväxter. Inga underarter finns listade i Catalogue of Life.